# Limuèlh
Limuèlh (en francès Limeuil) és un municipi francès situat al departament de la Dordonya i a la regió de la Nova Aquitània.

## Demografia
| 1962                                       | 1968 | 1975 | 1982 | 1990 | 1999 | 2007 |
| ------------------------------------------ | ---- | ---- | ---- | ---- | ---- | ---- |
| 430                                        | 350  | 317  | 351  | 335  | 315  | 345  |
| Des de 1962: població sense dobles comptes |      |      |      |      |      |      |

## Administració
| Període   | Identitat     | Partit        |
| --------- | ------------- | ------------- |
| 1995-2008 | Francis Hervé |               |
| 2008-     | Guy Thomasset | Divers droite |